# Hyundai Staria
Hyundai Staria – samochód osobowo-dostawczy klasy średniej produkowany pod południowokoreańską marką Hyundai od 2021 roku.

## Historia i opis modelu

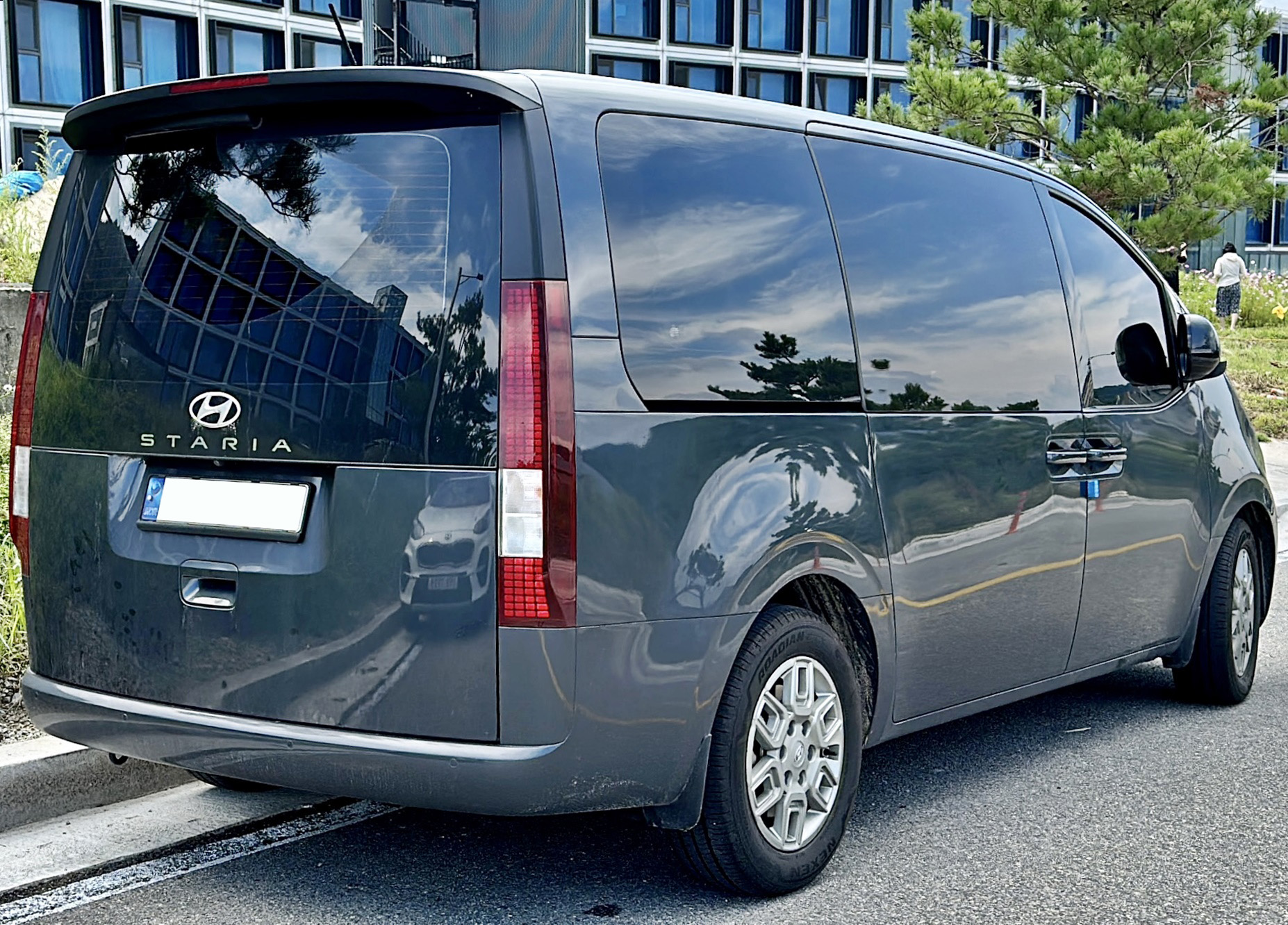
Hyundai Staria S - tył

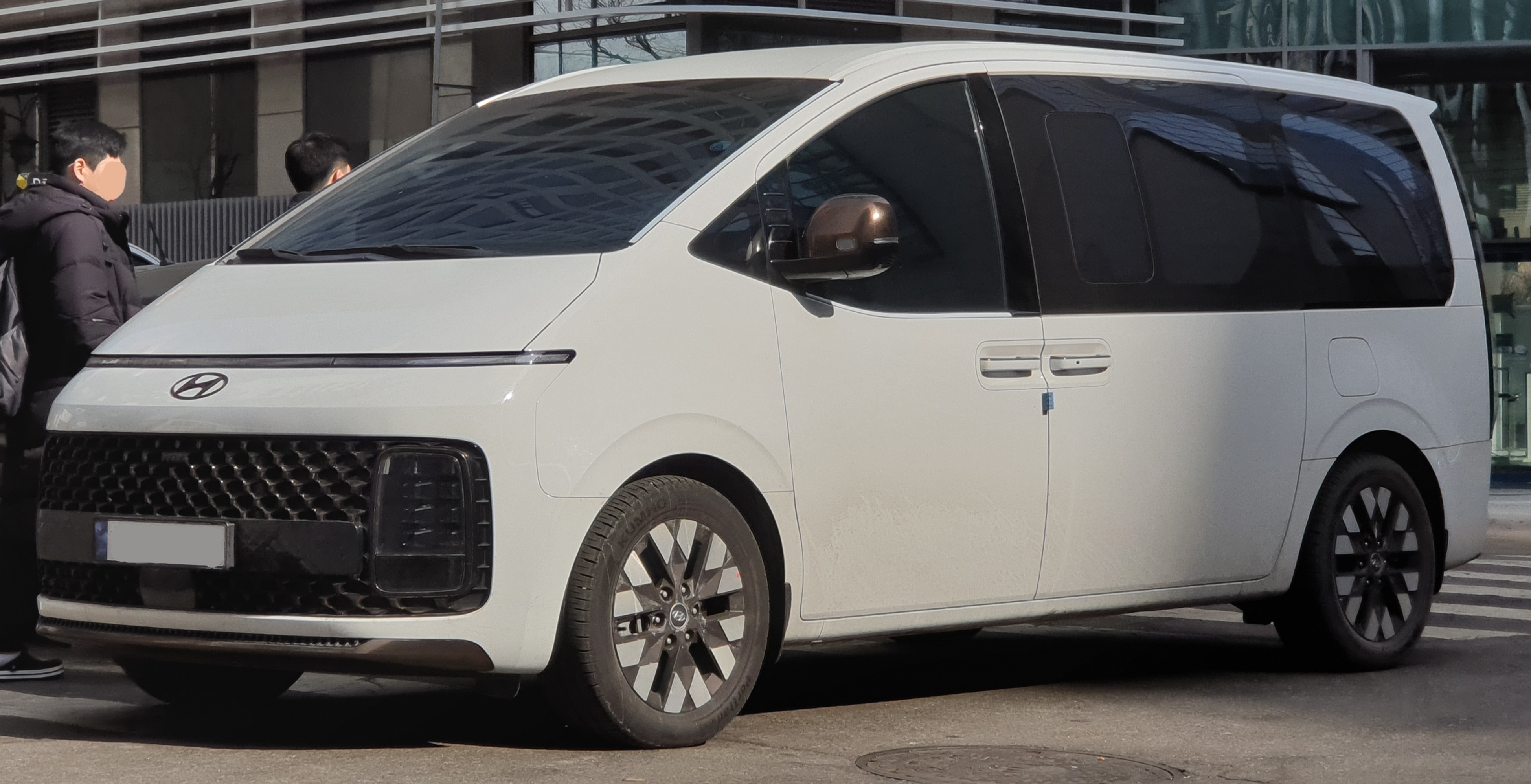
Hyundai Staria Lounge

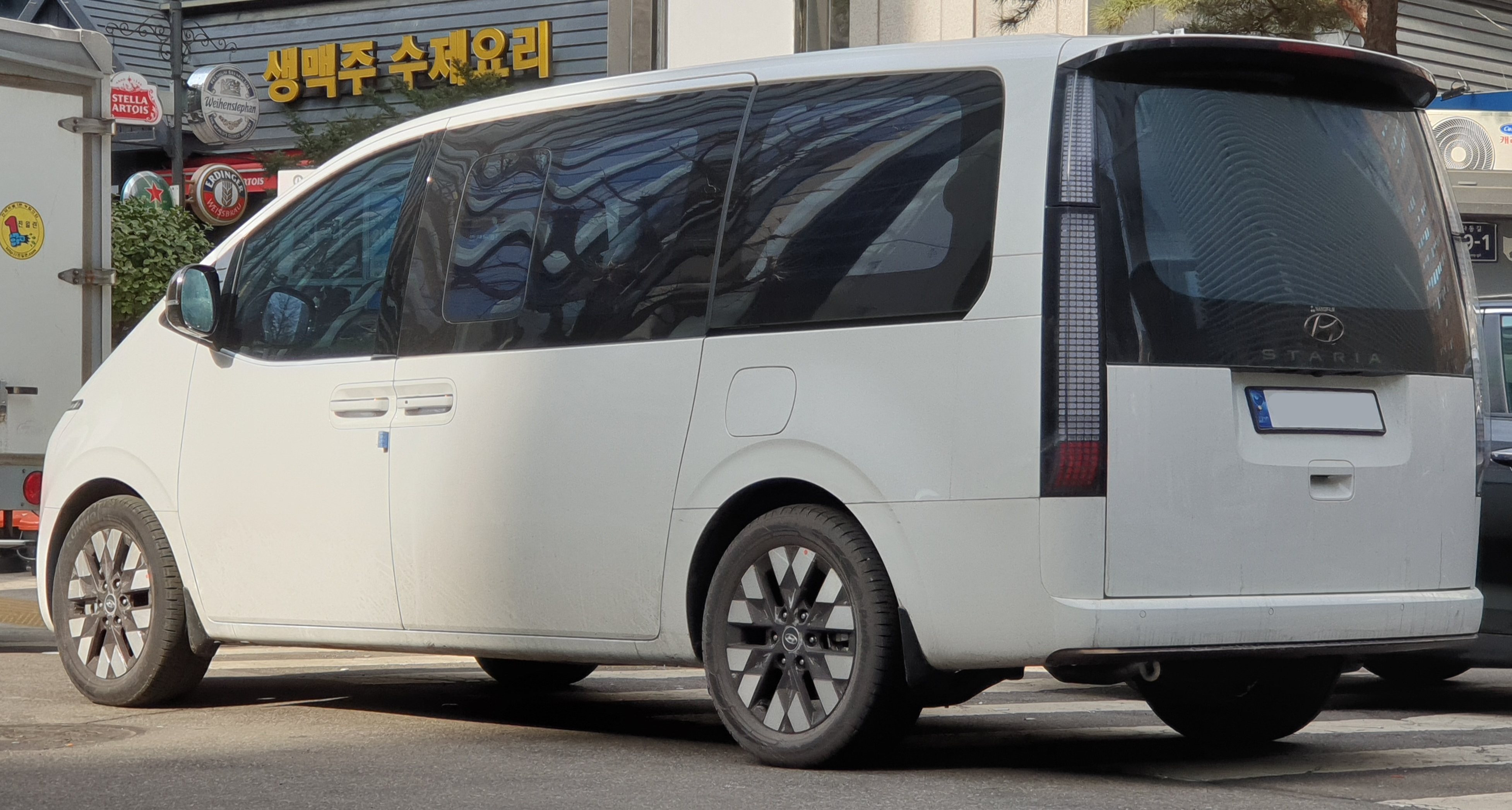
Hyundai Staria Lounge - tył

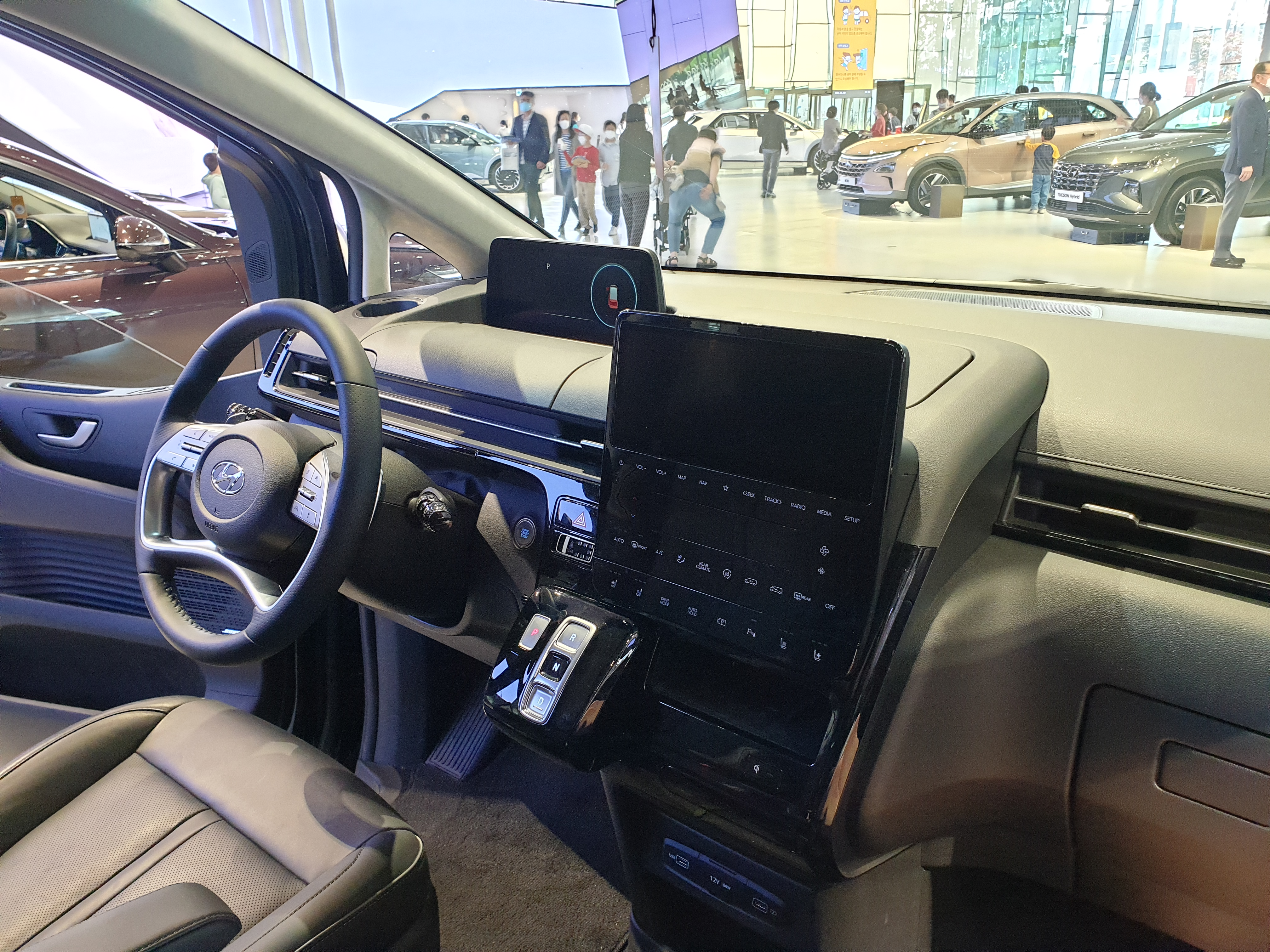
Hyundai Staria - wnętrze

Finalna faza testowa nowej generacji dużego osobowo-dostawczego vana rozpoczęła się w połowie 2020 roku, obejmując głęboko zamaskowane prototypy testowane na terenie m.in. Korei Południowej, jak i w europejskich Alpach widziane przez kolejne miesiące tego roku w różnych konfiguracjach kolorystycznych. 
W marcu 2021 roku Hyundai przedstawił nową generację dużego, osobowego vana mającego na celu zastąpienie obecnej na rynku od 1997 roku linii modelowej Starex, znanej na rynkach globalnych jako H-1. W porównaniu do produkowanej dotychczas przez 14 lat drugiej generacji poprzednika, Hyundai Staria został opracowany od podstaw jako zupełnie nowa konstrukcja oparta nie na ramie, lecz nadwoziu samonośnym.
Pod kątem wizualnym Hyundai Staria utrzymany został w futurystycznym wzornictwie nawiązującym do najnowszych konstrukcji południowokoreańskiego producenta, zyskując jednocześnie szereg charakterystycznych cech. Jednobryłowe nadwozie zyskało nisko umieszczoną krawędź przodu zwieńczonego dużą atrapą chłodnicy, z którego wyprowadzono linię maski i przedniej szyby. 
Pojazd pokryła duża powierzchnia szyb, z profilu wyróżniająca się kształtem klinu i relatywnie nisko poprowadzoną dolną krawędzią, mając zapewnić odpowiednie naświetlenie kabiny pasażerskiej. Proporcje nadwozia podyktowane zostały także aspektom odpowiedniej aerodynamiki.
Pas przedni zdominowały charakterystyczne dwupoziomowe reflektory - wyżej znalazł się wąski pas diod LED tworzący krawędź maski, z kolei niżej w dużej atrapie chłodnicy znalazły się szeroko rozstawione klosze reflektorów. 
Tylna część nadwozia ścięta pionowo zyskała wąskie, podłużne lampy wykonane w technologii imitujących piksele diod LED, nawiązując do takiego samego rozwiązania w modelu Ioniq 5.
Kabina pasażerska Hyundaia Staria została utrzymana we wzornictwie tożsamym z przedstawioną pół roku wcześniej czwartą generacją modelu Tucson, wyróżniając się pozbawionym daszka wyświetlaczem cyfrowych zegarów, a także wysuniętą kanciastą konsolą centralną z dotykowymi panelami i panelami wykończonymi lakierem fortepianowym. Deskę rozdzielczą zdominował 10,25-calowy ekran dotykowy wyświetlacza multimedialnego, który został umieszczony w górnej części konsoli.
Hyundai Staria oferuje szeroki zakres aranżacji przestrzeni w kabinie pasażerskiej. Samochód może pomieścić bazowo 7 pasażerów, z kolei za dopłatą wyposażony może on zostać w fotele także dla 9 lub maksymalnie 11 podróżujących. Dodatkowo, fotele drugiego i trzeciego rzędu siedzeń mogą być obracane. 
Producent zadeklarował, że komfort podróży został zoptymalizowany dzięki zastosowaniu niezależnego tylnego zawieszenia oraz odpowiednio cichej pracy układu napędowego. Zespół projektowy Hyundaia wskazał, że kabina pasażerska Starii była inspirowana wzornictwem stosowanym w statkach kosmicznych.

### Staria Lounge
Specjalnie z myślą o rodzimym rynku południowokoreańskim Hyundai zbudował topową, luksusową odmianę Hyundai Staria Lounge, która docelowo zastąpiła taki sam wariant w gamie poprzednika o nazwie Grand Starex. Samochód odróżnił się większymi reflektorami w dolnym rzędzie, 18-calowymi alufelgami, 7 lub 9-osobowym przedziałem transportowym, a także bardziej luksusowym wyposażeniu obejmującym m.in. większy zakres regulacji fotelu drugiego rzędu siedzeń, a także 64-kolorowe oświetlenie ambiente.

### Staria Cargo

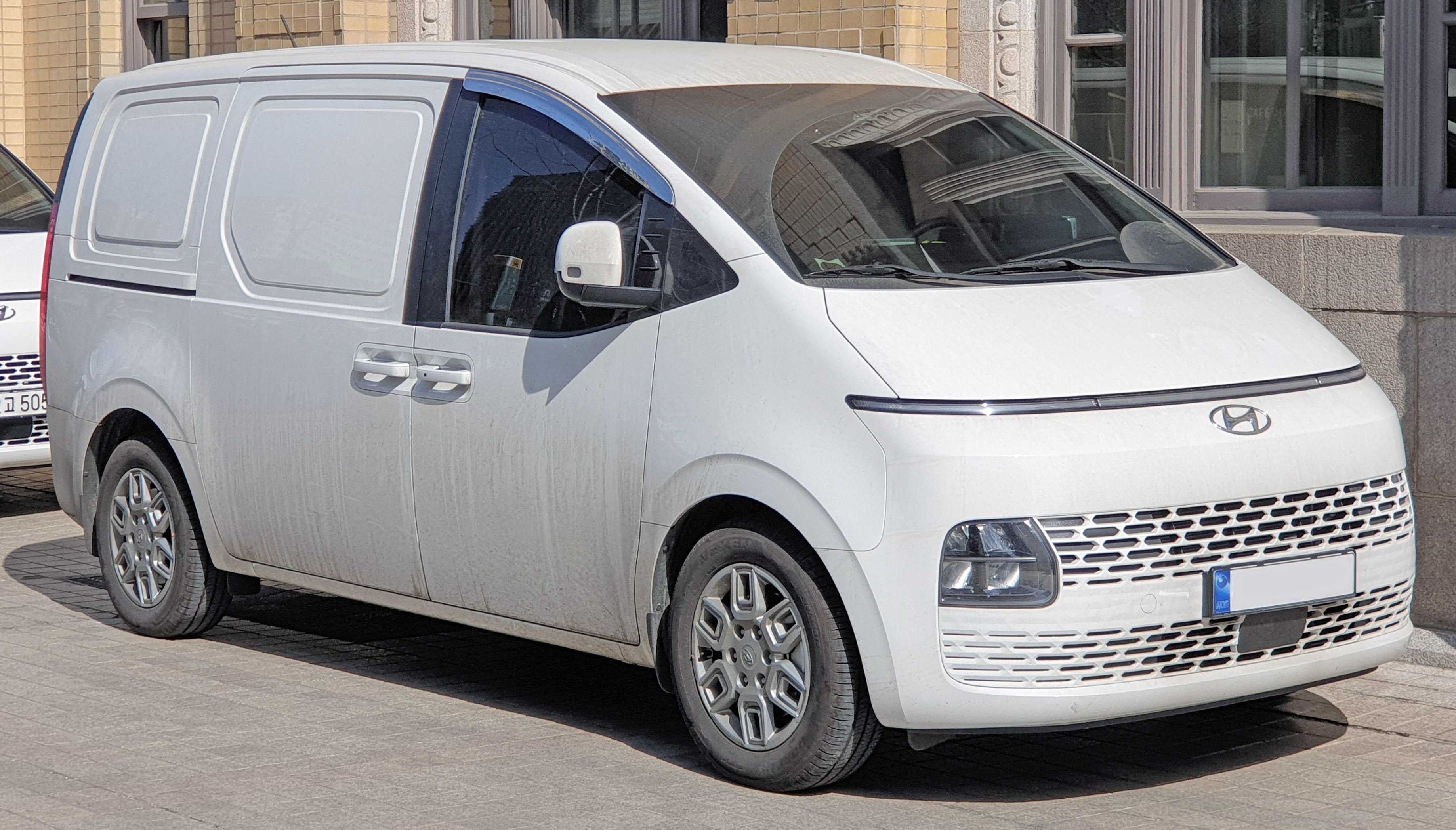
Hyundai Staria Cargo

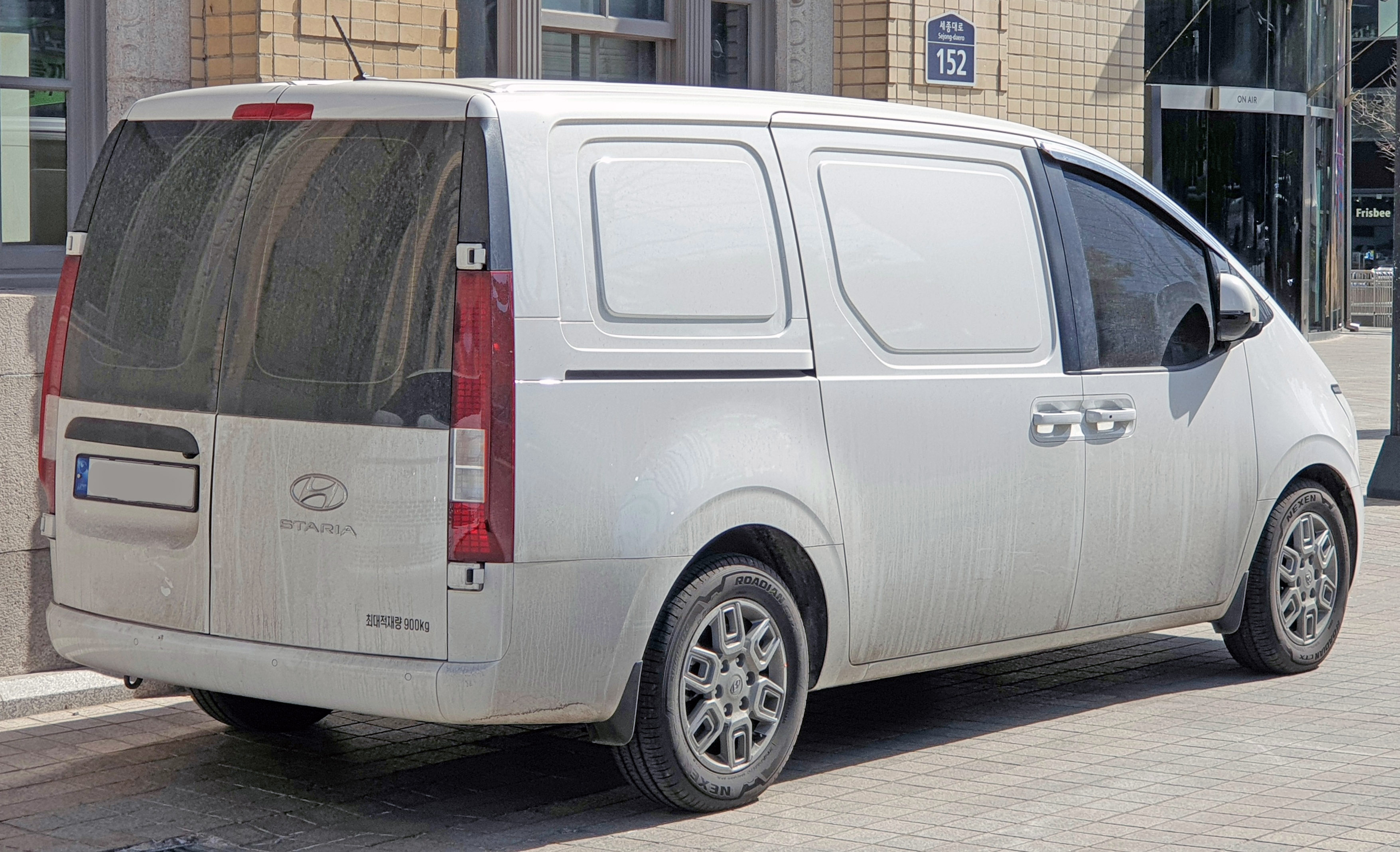
Hyundai Staria Cargo - tył

Prezentując w pierwszej kolejności wariant osobowy oraz osobowo-luksusowy, w sierpniu 2021 roku Hyundai przedstawił także użytkowy wariant dostawczy w formie furgona o nazwie Hyundai Staria Cargo (w Australii z członek "Load). Jako kluczowy rynek dla tej odmiany określono Australię i to tam trafił on do sprzedaży w pierwszej kolejności, zastępując dotychczas oferowany model iLoad. Charakterystyczną cechą wizualną stał się brak przeszklenia powierzchni bocznej.

### ST1
W marcu 2024 roku zaprezentowany został dostawczy, w pełni elektryczny wariant Hyundai ST1. Samochód powstał jako 2-drzwiowe podwozie pod zabudowę lub z fabryczną, skrzyniową zabudową, a stylistykę okrojono m.in. z lakierowanych nakładek na progi czy pasa LED na masce. ST1 powstał wyłącznie z myślą o sprzedaży na wewnętrznym, południowokoreańskim rynku.

### Sprzedaż
Hyundia Staria w pierwszej kolejności trafił do sprzedaży na rodzimym rynku Korei Południowej wiosną 2021 roku. Kolejnym dużym rynkiem, gdzie rozpoczęto sprzedaży pojazdu, została Tajlandia w czerwcu tego samego roku, z kolei w sierpniu 2021 roku miał miejsce debiut w Nowej Zelandii i Australii. W tym samym czasie Staria trafiła ma do sprzedaży także na wybranych rynkach europejskich jak Niemcy, gdzie najtańszy egzemplarz wyceniono w momencie premiery 56 150 euro. Dopiero dwa i pół roku później, na początku 2024 roku, pojazd wzbogacił ofertę Hyundaia w Polsce.

### Silniki
- V6 3.5l MPI 268 KM
- V6 3.5l MPI 237 KM + LPG
- R4 2.2l Turbodiesel 175 KM
- R4 1.6 T-GDI HEV 225 KM